# Gemmabryum coarctatum
Gemmabryum coarctatum là một loài rêu trong họ Bryaceae. Loài này được J.R. Spence & H.P. Ramsay mô tả khoa học đầu tiên năm 2005.